# Cordillera Chontaleña
La Cordillera Chontaleña es una cordillera de origen volcánico ubicada en el centro de Nicaragua. Sirve de divisoria entre los ríos que discurren hacia el mar Caribe, como el Punta Gorda, el Rama, el Mico y el Siquia, y los que desembocan en el lago de Nicaragua, como el Acoyapa y el Tule.